# Hemiplecta ligorica
Hemiplecta ligorica — вид наземних черевоногих молюсків з родини Ariophantidae. Описаний у 2021 році.

## Назва
Видова назва ligorica походить від назви «Лігор», історичної назви провінції Накхонсітхаммарат, де розташована типова місцевість виду.

## Поширення
Ендемік Таїланду. Виявлений у провінції Накхонсітхаммарат на півдні країни.

## Опис
Невелика гвинтовидна гелікоїдна раковина білуватого кольору. Останній виток з темно-коричневою або коричневою спіральною смугою на периферії та верхній поверхні раковини. Скульптура пеніса з маленькими сосочками, розташованими приблизно на половині довжини пеніса.